# William Wyler
William Wyler (1. srpnja 1902.g. –27. srpnja, 1981.g.) filmski redatelj, dobitnik Oscara. U svijetu filma bio je poznat po tome što je zahtijevao desetke ponovnih snimanja za svaki kadar u svojim filmovima i po tome što je zahtijevao potupnu kontrolu nad pričom, lokacijama i ekipom svake produkcije. Njegova pažnja za detalje i točnost 
isplatila mu se velikom popularnošću i uspjehom kod filmskih kritičara. 
Rođen je u Mulhausenu, pokrajina Elsass, koji je u vrijeme njegova rođenja bila dio Njemačke, a danas pripada Francuskoj, pokrajini Alsace departman Haut-Rhin. Preminuo u Los Angelesu, California,SAD.

## Karijera
Wyler je rođen kao Willi Weiller u židovskoj obitelji. Bio je rođak, po majčinoj strani, Carla Laemmlea osnivača studija Universal Pictures. Uspješno je iskoristio obiteljske veze i postao 1925.g. najmlađi redatelj u Universalu. Uskoro se je dokazao kao uspješan majstor i u ranim tridesetima postao jedan od najvrijednijih Universalovih redatelja, režirajući dobre filmove kao što su "The Love Trap", "Hell's Heroes" i "Tom Brown of Culver".
Kasnije se udružio sa Samuelom Goldwynom i režirao kvalitetne filmove kao što su "These Three", "Come and Get It", "Dodsworth", "Dead End", "Jezebel", "Wuthering Heights", "The Letter", "The Westerner", i "The Little Foxes".     
Između 1942.g. i 1945.g. služio je u Američkom zrakoplovstvu i režirao dokumetarac "Memphis Belle: A Story of a Flying Fortress". Režirao je i dva ključna filma koja su prva dočarala raspoloženje nacije kada se spremala za rat i četiri godine kasnije, nacije koja se spremala za mir. Gđa. Miniver priča o engleskoj obitelji srednje klase koja se 
prilagođava na rat u Europi pomogla je američku publiku pridobiti na stranu Britanaca i pripremiti za život u ratnim prilikama. "Najbolje godine naših života" priča o tri ratna veterana koja se vraćaju kući i prilagođavaju se na civilni život, dramatizira problem ratnih veterana, kako bi ih lakše razumjeli oni koji su ostali u domovini. Wyler je dobio 
nagradu Oscar za najboljeg redatelja za oba filma (oba filma su osvojili i nagradu Oscar za najbolji film).    
U vrijeme 1950ih i 1960ih, Wyler je režiro nekolicinu kritički vrlo dobro primljenih filmova od kojih su najpoznatiji: "Roman Holiday" (1953.g.) koji je predstavio Audrey Hepburn američkoj publici i zaradio glumici njen prvi Oscar, zatim "The Heiress" koji je privredio drugi Oscar Oliviji de Havilland, te "Ben-Hur" (1959.g.) koji je 
zaradio 11 Oscara (što je još uspjelo jedino filmovima " Titanic" 1997.g. i "Gospodar prstenova: Povratak kralja" 2003.g.).
1965.g. dobio je Irving Thalberg nagradu za životno djelo. Jedanaest godina kasnije dobio je nagradu Američkog Filmskog Instituta za životno djelo. Uz svoje Oscare za najbolji film i za najboljeg redatelja, deset Wylerovih filmova dobilo je nominacije za najboljeg redatelja. Čak 38 glumaca iz njegovih filmova nominirano je za Oscara. 
24. srpnja, 1981.g. Wyler je dao intervju svojoj kćerki Catharine Wyler za PBSov dokumentarac "Directed by William Wyler". Tri dana kasnije preminuo je od srčanog udara. 
Wyler je bio kratko u braku s Margaret Sullavan ( od 25.11.1934.g. do 13.3.1936.g.) da bi se kasnije oženio Margaret Tallichet 23.10.1938.g. do svoje smrti s kojom je imao četvero djece.

## Zanimljivosti
Wyler je zapamčen što su tri filma koje je on režirao osvojili nagrade Oscar za najbolji film, što je uspjelo još samo jednom redatelju (John Ford): Ben-Hur, Najbolje godine naših života i Gđa. Miniver.  Postoje dvanestorica redatelj čija su po dva filma osvojila nagradu.

## Oscari - nagrade i nominacije
- 1937.g. nominacija Dodsworth
- 1940.g. nominacija Orkanski visovi (engl. Wuthering Heights)
- 1941.g. nominacija Pismo (engl. The Letter)
- 1942.g. nominacija Male lisice (engl. The Little Foxes)
- 1943.g. nagrada Gđa. Miniver (engl. Mrs Miniver)
- 1947.g. nagrada Najbolje godine naših života (engl. The Best Years of Our Lives)
- 1950.g. nominacija Nasljednica (engl. The Heiress)''
- 1952.g. nominacija  Detektivska priča (engl. Detective Story)
- 1954.g. nominacija Praznik u Rimu (engl. Roman Holiday)
- 1957.g. nominacija Prijateljsko uvjeravanje (engl. Friendly Persuasion)
- 1959.g. nagrada Ben-Hur
- 1966.g. nominacija Kolekcionar (engl. The Collector)

## Filmografija (kao redatelj)
- The Liberation of L.B. Jones
- Funny Girl
- How to Steal a Million
- Kolekcionar (engl. The Collector)
- The Children's Hour
- Ben-Hur
- The Big Country
- Prijateljsko uvjeravanje (engl. Friendly Persuasion)
- The Desperate Hours
- Praznik u Rimu (engl. Roman Holiday)
- Carrie (prema Theodore Dreiserovoj noveli Sister Carrie)
- Detektivska priča (engl. Detective Story)
- Nasljednica (engl. The Heiress)''
- Najljepše godine naših života (engl. The Best Years of Our Lives)
- Thunderbolt
- The Memphis Belle: A Story of a Flying Fortress
- Gđa. Miniver (engl. Mrs Miniver)
- Male lisice (engl. The Little Foxes)
- Pismo (engl. The Letter)
- The Westerner
- Orkanski visovi (engl. Wuthering Heights)
- Jezebel
- Dead End
- Come and Get It
- Dodsworth
- These Three
- Barbary Coast (bez priznanja, na filmu ga je zamijenio Howard Hawks)
- The Gay Deception
- The Good Fairy
- Glamour
- Counsellor at Law
- Her First Mate
- Tom Brown of Culver
- A House Divided
- Hell's Heroes
- The Storm
- The Love Trap
- The Shakedown
- Anybody Here Seen Kelly?
- Thunder Riders
- Daze of the West
- Desert Dust
- The Border Cavalier
- The Horse Trader
- The Square Shooter
- The Phantom Outlaw
- Gun Justice
- The Home Trail
- The Ore Raiders
- The Lone Star
- Hard Fists
- The Haunted Homestead
- Galloping Justice
- Shooting Straight
- Blazing Days
- The Silent Partner
- Tenderfoot Courage
- Kelcy Gets His Man
- The Two Fister
- The Stolen Ranch
- Lazy Lightning
- Martin of the Mounted
- The Pinnacle Rider
- Don't Shoot
- The Fire Barrier
- Ridin' for Love
- The Gunless Bad Man
- Crook Buster

## Vanjske poveznice
- William Wyler u internetskoj bazi filmova IMDb-u (engl.)
- Senses of Cinema: Great Directors Critical Database